# Jesse Norman

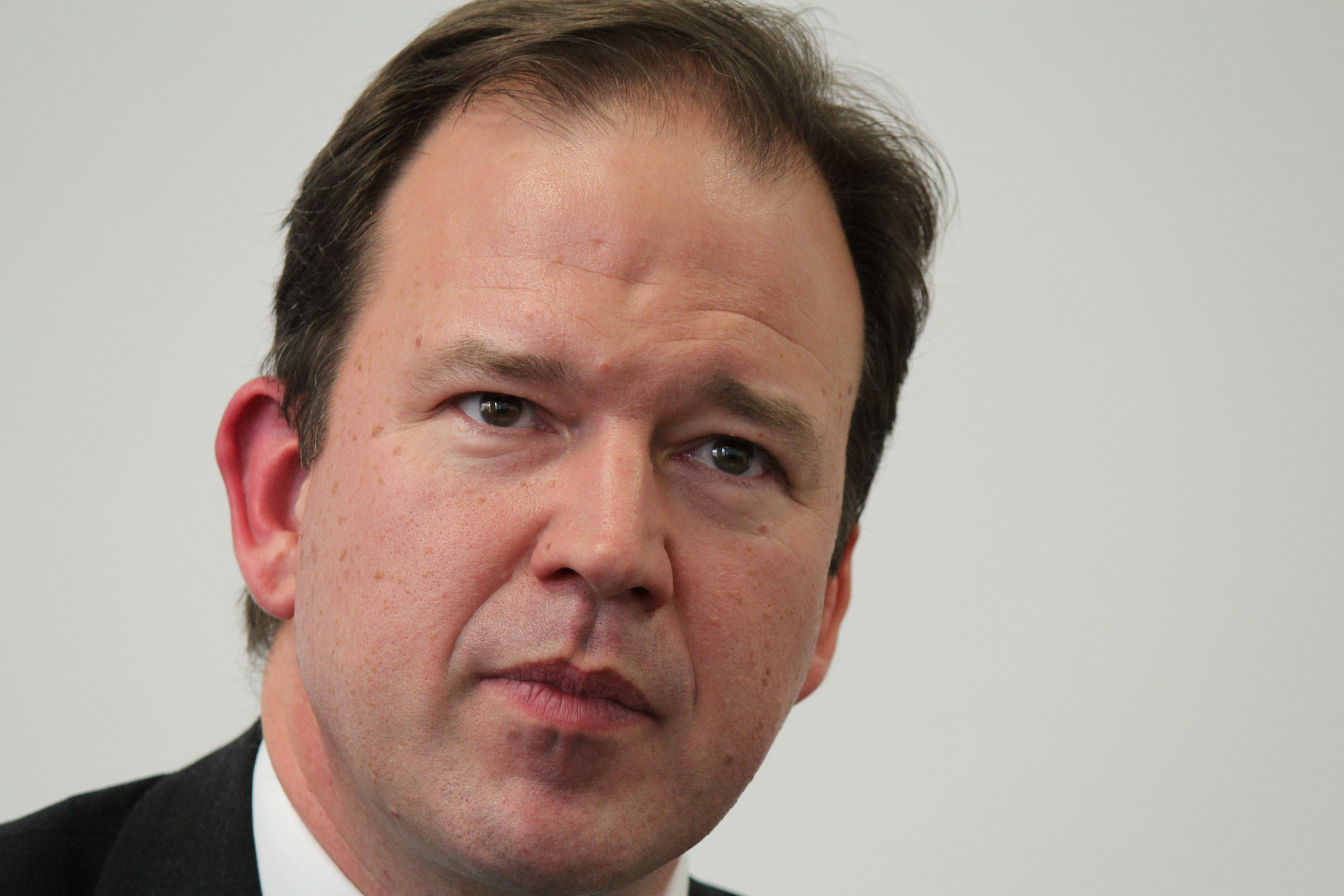
Jesse Norman

Alexander Jesse Norman (* 23. Juni 1962 in London) ist ein britischer Historiker, Publizist und Politiker der Konservativen Partei.
Er ist ein Sohn von Sir Torquil Norman und Lady Elizabeth Montagu, der Tochter des 10. Earl of Sandwich.
Norman besuchte das Eton College, das Merton College der University of Oxford und das University College London und schloss sein Studium als Ph.D. im Fach Philosophie ab. Er war als Lehrbeauftragter am University College tätig sowie als Senior Fellow beim liberalkonservativen Thinktank Policy Exchange.
Er ist seit 1992 mit Hon. Catherine Bingham verheiratet, einer Tochter des Baron Bingham of Cornhill. Mit ihr hat er zwei Söhne und eine Tochter.
Im Mai 2010 errang er einen Sitz als Abgeordneter im Wahlkreis „Hereford and South Herefordshire“ und zog in das Unterhaus ein; im Mai 2015 wurde er wiedergewählt. Seit 2019 ist er als Financial Secretary to the Treasury im Rang eines Staatssekretärs im britischen Finanzministerium tätig.
Als Publizist veröffentlichte Norman mehrere Werke zur politischen Philosophie, unter anderem über Adam Smith, Edmund Burke und Michael Oakeshott.